# Alfred Yekatom
Alfred Yekatom (n. 23 iunie 1975, Bimbo, Republica Centrafricană, Republica Centrafricană), cunoscut și sub pseudonimul Rambo, este un fost lider al grupului rebel centrafrican Anti-balaka⁠(d), arestat în 2018 pentru presupuse crime de război.

## Biografie
Yekatom s-a născut în 1975 în Bimbo. A fost caporal-șef în cadrul Forțelor Armate Centrafricane și a ocupat funcția de deputat. Între 5 decembrie 2013 și august 2014, a condus aproximativ 3.000 de luptători Anti-balaka în timpul Războiului Civil din Republica Centrafricană. Este suspectat de a fi responsabil pentru mai multe crime de război, inclusiv crimă, strămutare forțată, încarcerare ilegală, utilizarea de copii-soldați și alte atrocități. 
La 11 noiembrie 2018, Curtea Penală Internațională (CPI) a emis un mandat de arestare pe numele său, iar el a fost predat CPI pe 17 noiembrie 2018. Procesul său a început la 16 februarie 2021.
Audierile CPI privind Yekatom și Patrice Édouard Ngaïssona au fost reluate pe 30 august 2021, după ce au fost amânate în iunie 2021. Un al șaisprezecelea martor, care a depus mărturie în mod anonim, a fost interogat în legătură cu atacurile din 2013 din Bossangoa.